# Tetrazepam
Tetrazepam (comercializado sob as marcas Clinoxan, Epsipam, Myolastan, Musaril, Relaxam e Spasmorelax) é um derivado benzodiazepínico com propriedades anticonvulsivantes, ansiolíticas, relaxantes musculares e levemente hipnóticas. Anteriormente, era usado principalmente na Áustria, França, Bélgica, Alemanha e Espanha para tratar espasmos musculares, transtornos de ansiedade como ataques de pânico ou, mais raramente, para tratar depressão, síndrome pré-menstrual ou agorafobia. O tetrazepam tem um efeito sedativo relativamente pequeno em baixas doses, ao mesmo tempo que produz relaxamento muscular útil e alívio da ansiedade. A Comissão Europeia confirmou a suspensão das Autorizações de Introdução no Mercado para o tetrazepam na Europa devido à sua toxicidade cutânea, com vigência a partir de 1 de agosto de 2013.
Reações de hipersensibilidade alérgica tardia do tipo 4, incluindo exantema maculopapular, erupção eritematosa, erupção urticariforme, eritema multiforme, fotodermatite, eczema e síndrome de Stevens-Johnson podem ocasionalmente ocorrer como resultado da exposição ao tetrazepam. Estas reações de hipersensibilidade ao tetrazepam não apresentam reatividade cruzada com outros benzodiazepínicos. 

## Indicações
O tetrazepam é usado terapeuticamente como relaxante muscular.

## Disponibilidade
A dose de adulto indicada para espasmos musculares é de 25mg a 150mg por dia, aumentado se necessário até um máximo de 300mg por dia, em doses divididas . Geralmente, o tetrazepam não é recomendado para uso em crianças. 
O tetrazepam está disponível apenas em uma dosagem e formulação, comprimidos de 50mg. A equivalência de dose do tetrazepam é de aproximadamente 100mg de tetrazepam = 10mg de diazepam.

## Efeitos colaterais
Ocasionalmente, ocorrem reações alérgicas na pele. 
As reações alérgicas podem se desenvolver por causa do tetrazepam e ele é considerado um alérgeno em potencial. Erupção cutânea e eosinofilia induzida por drogas com sintomas sistêmicos é uma complicação possível derivada da exposição ao tetrazepam. Essas reações alérgicas hipersensíveis podem demorar a se manifestar.
A necrólise epidérmica tóxica ocorreu com o uso de tetrazepam incluindo pelo menos uma morte relatada. Síndrome de Stevens-Johnson e eritema multiforme também foram relatados com o uso de tetrazepam. A reatividade cruzada com outros benzodiazepínicos não ocorre tipicamente nesses pacientes. Exantema e eczema podem ocorrer. Acredita-se que a falta de reatividade cruzada com outros benzodiazepínicos seja devida à estrutura molecular do tetrazepam. Fotodermatite e fototoxicidade também foram relatadas. A dermatite de contato também pode se desenvolver com o manuseio regular do tetrazepam. A dermatite de contato aerotransportada também pode ocorrer como uma reação alérgica.

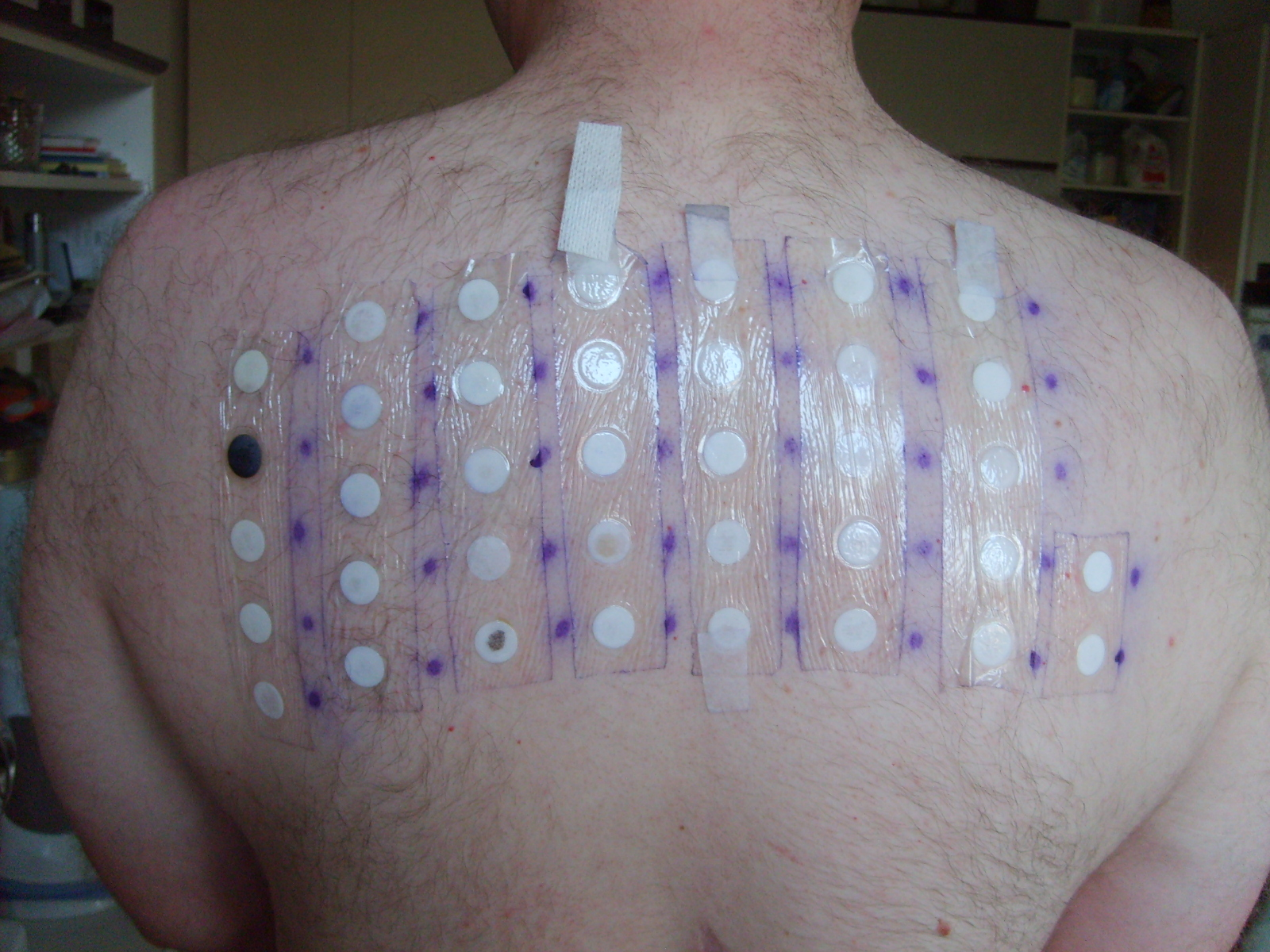
Teste de contato por meio de adesivos

O teste de contato com adesivos foi usado com sucesso para demonstrar alergia ao tetrazepam. O teste oral também pode ser usado. Os testes cutâneos de puntura nem sempre são precisos e podem produzir falsos negativos.
A sonolência é um efeito colateral comum do tetrazepam. Pode ocorrer uma redução na força muscular. A miastenia grave, uma condição caracterizada por fraqueza muscular grave, é outro efeito adverso do tetrazepam. Assim como outros benzodiazepínicos, também podem ocorrer efeitos colaterais cardiovasculares e respiratórios com tetrazepam. 

### Tolerância, dependência e retirada
O uso prolongado, como com todos os benzodiazepínicos, deve ser evitado, pois ocorre tolerância e há risco de dependência e síndrome de abstinência após a interrupção ou redução da dosagem.

## Overdose
O tetrazepam, como outros benzodiazepínicos, é um medicamento muito frequentemente presente em casos de overdose. Estas sobredosagens são frequentemente sobredosagens mistas, ou seja, uma mistura de outros benzodiazepínicos ou outras classes de medicamentos, geralmente depressores do sistema nervoso central, com tetrazepam.

## Contraindicações
Os benzodiazepínicos requerem precaução especial quando usados em idosos, durante a gravidez, em crianças, em indivíduos dependentes de álcool ou drogas e em indivíduos com transtornos psiquiátricos comórbidos.

## Farmacologia
O tetrazepam é um benzodiazepínico incomum em sua estrutura molecular, pois possui um grupo ciclohexenil que substitui a fração 5-fenil observada em outros benzodiazepínicos. O tetrazepam é rapidamente absorvido após administração oral e atinge os níveis plasmáticos máximos em menos de 2 horas. É classificado como um benzodiazepínico de ação intermediária com meia-vida de eliminação de aproximadamente 15 horas. É metabolizado principalmente nos metabólitos inativos 3-hidroxitetrazepam e noridroxitetrazepam. Em estudos com animais, constatou-se que os efeitos farmacológicos do tetrazepam são significativamente menos potentes quando comparados com o diazepam. O tetrazepam é um agonista do local da benzodiazepina e se liga de forma não seletiva aos receptores benzodiazepínicos. As propriedades relaxantes musculoesqueléticas do tetrazepam são provavelmente devidas a uma redução do influxo de cálcio. Pequenas quantidades de diazepam, bem como seus metabólitos ativos, são produzidas a partir do metabolismo do tetrazepam.

## Abuso
O tetrazepam, assim como outros benzodiazepínicos, às vezes é usado de forma abusiva para atingir um estado de intoxicação. O abuso de tetrazepam para cometer crimes facilitados por drogas pode ser menor do que outros benzodiazepínicos, devido às suas propriedades hipnóticas reduzidas.